# دئو اگبرت
دئو اگبرت (انگلیسی: Douwe Egberts) شرکت صنایع غذایی هلندی است، که در سال ۱۷۵۳ تأسیس شد.